# Thom Pace
Thom Pace (rođen kao Thomas Michael Pace 1949. godine u Boise, Idaho) američki je pjevač i tekstopisac, najpoznatiji po pjesmi "Maybe", koja je postala tematska pjesma u " Život i vremena Grizzly Adamsa".
Pjesma je izišla pod nazivom " Wear The Sun In Your Heart/Maybe." Pace je pjesmu "Maybe" prvobitno namijenio za film Snježni tigrovi, ali je na kraju postala tematska pjesma filma i TV serije," Život i vremena Grizzly Adamsa, oba djelomično utemeljena na biografiji koju je napisao Charles E. Sellier. Glavnu ulogu je tumačio Dan Haggerty , u ulozi Jamesa Capen Adamsa, koji je od lažne optužbe za ubojstvo pobjegao u obližnje planine i šumu. Snimljen je tv film Hvatanje Grizzly Adamsa, u kojem je također glumio Haggerty s tematskom pjesmom "Maybe", u kojem je Adams uspješno dokazao svoju nevinost.
Druga inačica, tema iz albuma kojeg je Pace snimio i izdao tijekom 1970-ih, bio je izdan kao singl u Europi. "Maybe" je postao broj jedan top-ljestvice u Njemačkoj i tamo ostao devet tjedana. Pace je dobio nagradu "Golden Europa" njemačku inačicu nagrade "Grammy" za najbolju pjesmu 1980. Pjesma je također zauzela  mjesto br.14 na top listi u Velikoj Britaniji.
Također je napisao i skladao, često u suradnji s Marijom Hegsted, pjesme za druge filmove, uključujući NBC "Filmove tjedna" Prestiž časti i Možete li me osjetiti plesom, kao i za umjetničke filmove, kao što je Noć kometa i Državni park.
Pace je ostao povezan s glazbom. Živi u Sjevernom Idahou.

## Diskografija

### Albumi
- 1980: Maybe – (Capitol Records)
- 2002: Not in Compliance